# Космология
Космология (от гръцки κόσμος, kosmos „свят“ и -λογία, -logia „изучаване на“) е клон в астрономията, занимаващ се с изучаване на времето в е изучаването на Вселената и създаване на теории за нейния произход, история и еволюция и на едромащабната ѝ структура. Физическата космология е изследване на произхода на Вселената, нейните мащабни структури, динамика и крайната съдба на Вселената, включително законите на науката, които управляват тези области. А „митологичната космология“ е свързана с вярванията, описвани в митологичната, религиозната и езотеричната литература и се свързва с митовете за Сътворението и есхатологията.

## Предмет
Предметът на космологията е Вселената в нейната цялост и история. По исторически причини той е бил променлив, защото хората са имали различно разбиране за Вселена през вековете. Знанията на съвременната физическа космология са натрупани от двадесетте години на 20 век насам. Дотогава се е смятало, че Вселената е статична и безкрайна и не е имало технически средства, които да надхвърлят границите на нашата галактика, а другите галактики са били само мъглявини.
За разлика от другите науки в природознанието, космологията не може да проверява своите хипотези с експерименти, а разчита на знанията, натрупани от наблюдателната астрономия и на съвременната астрофизика
Освен това, космологията играе особена роля при изследването на модели от типа на струнната теория и на други модели от физиката. Например в струнната теория космологията показва еволюцията на Вселената и физичните закони чрез преминаването и нагаждането им към различни форми на Калаби-Яу през различните етапи на фазовите преходи на Вселената.